# Variaciones sobre un tema rococó

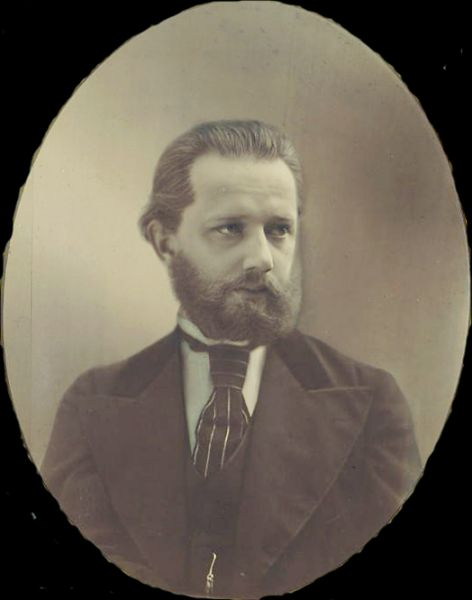
Pjotr Chaikovski (1840-1893)

Las Variaciones sobre un tema rococó, Op. 33, para violonchelo y orquesta es una obra escrita por Piotr Ilich Chaikovski en el año 1876, poco tiempo después de la Fantasía Sinfónica Francesca da Rimini. Es de corte clásico y se cree que Chaikovski la compuso pensando especialmente en Mozart. Fue dedicada al chelista Wilhelm Fitzenhagen, profesor del Conservatorio de Moscú, quien la estrenó en esa misma ciudad el 30 de noviembre de 1877.

## Características
La obra consiste en una introducción de la orquesta y un tema (basado en una melodía tradicional) que expone el chelo, y se desarrolla en siete variaciones separadas por breves cadenzas del solista e interludios orquestales. El tema de carácter gracioso y cortesano, brinda al chelista oportunidad de lucimiento a través de sus variaciones, no solo en los pasajes virtuosísticos sino también en los momentos en que el tema adquiere un carácter elegíaco que exigen al solista grandes dotes expresivas.
Chaikovski rara vez se había sentido atraído por la forma de la variación, excepto por una elocuente pieza para piano solo en fa mayor, op. 19, No. 6. La utilidad de esta forma se hizo evidente para lo que se proponía lograr. En un formato de concierto tradicional, no se podrían haber evitado las complejidades estructurales y las cuestiones dramáticas que habrían chocado con el distanciamiento y la delicadeza del siglo XVIII. Una solución más clara y sencilla fue, en cada variación, conservar los contornos melódicos y el apoyo armónico delineados en su tema inicial.
El problema potencial con este enfoque podría ser la falta de variedad entre las variaciones. Gracias a su consumada destreza, Chaikovski evitó esta trampa. Apenas hay una frase dentro de cada variación cuya relación con el tema principal no sea explícita. Sin embargo, no hay dos variaciones que reúnan sus frases constituyentes de la misma manera ni las construyan en las mismas proporciones.
Un recurso que ayuda mucho a Chaikovski a este respecto es una codetta adjunta al final del tema, a la que a su vez se adjunta una extensión cuasi-cadencial o de enlace. Chaikovski varió esta extensión en longitud y dirección, modificando aún más las proporciones de las variaciones individuales y proporcionando un puente de paso de una variación a la siguiente. Incluso mezcló el material de la codetta con el tema mismo en la variación Andante grazioso (n.º 4 en el arreglo de Fitzenhagen, n.º 5 en el orden original de Chaikovski).

## Orquestación
La pieza está compuesta para una orquesta reducida compuesta por pares de cada uno de los cuatro instrumentos básicos de viento, dos trompas y las cuerdas habituales, como una típica orquesta de finales del siglo XVIII sin trompetas ni percusión.

## Estructura musical
La pieza se compone de un tema y ocho variaciones (siete en la versión de Fitzenhagen), lo que supone aproximadamente 20 minutos de música. Parte de la dificultad de la pieza reside en este formato continuo y prolongado, desprovisto de los habituales tuttis orquestales extendidos que permiten al solista descansar unos instantes. El solista también se enfrenta al desafío de tener que tocar principalmente en el registro alto utilizando la posición del pulgar.

### Moderato assai quasi Andante – Tema: Moderato semplice
La orquesta comienza con una introducción algo breve (aunque parece larga en la partitura), y el violonchelo solo expresa el tema de carácter simple y elegante. El tema se repite un total de cuatro veces, luego el violonchelo toca un breve pasaje conjuntivo, cuyas mismas notas exactas se utilizan para vincular a las Vars. I y II. La misma conjunción se toca una octava más baja para vincular a las Vars. VI y VII.

### Var. I: Tiempo del tema
La primera variación es en trillizas, en medio de las cuales la orquesta repite el tema. El sonido es muy vivo y elegante.

### Var. II: Tiempo del tema
La segunda variación presenta una sección de conversación entre la orquesta y el solista, en la que el tema casi duplica su velocidad. Se toca una versión modificada de la conjunción antes mencionada, donde el violonchelo pasa rápidamente a una cadencia (similar al Concierto para violín en el sentido de que ambas piezas contienen una cadencia temprana), que es descarada y llena de acordes.

### Var. III: Andante
La tercera variación es una reformulación melancólica del tema en re menor y es la única variación menor en toda la pieza. La conjunción vuelve a aparecer al final de la variación, aunque esta vez muy variada en la tonalidad de re menor.

### Var. IV: Allegro vivo
Después de una breve pausa, regresa la cálida tonalidad de la mayor, aunque esta vez de carácter mucho más similar a la Var. II. Esta es también una de las variaciones más difíciles de la pieza, un Allegro vivo que rara vez cede en sus constantes 32 notas. La orquesta también tiene dificultades para mantener su vertiginosa velocidad, especialmente en el solo de flauta. Aunque, a diferencia de en las tres anteriores, no aparece ninguna conjunción al final de esta variación, aunque un gracioso final en estilo de Escuela de Mannheim la cierra.

### Var. V: Andante grazioso
Por primera vez en la pieza, Chaikovski mezcla inteligente y explícitamente la figura de la conjunción en la variación misma, concluyendo con una floritura y un largo trino del violonchelo solo, que inmediatamente conduce a la siguiente variación.

### Var. VI: Andante
La sexta variación desarrolla una línea de acompañamiento a partir del trino solista de la variación anterior, sobre la cual se introduce una interpretación solista del tema de flauta. Después de una gran "caída" del violonchelo solista en un mi grave, la orquesta retoma galantemente el tema principal. Sigue una cadenza que termina con los trinos del principio y, una vez más, la melodía pasa a manos de la flauta solista. La variación concluye con la conjunción original, pero esta vez el violonchelo la toca una octava más baja, lo que lleva a la cálida pero extraña tonalidad de do mayor.

### Var. VII: Andante sostenuto
La séptima variación aterriza cómodamente en la tonalidad de do mayor y se toca a una velocidad más contemplativa. Hacia el final de la variación, la tonalidad comienza a desplazarse hacia mi mayor (la dominante de la mayor) utilizando una versión fracturada de la figura de conjunción. Finalmente, la variación aterriza en el unísono meditativo de un mi armónico, algo parecido a una pregunta en el contexto de la pieza, pero satisfactorio en su finalidad con respecto a esta variación en particular. No obstante, el mi proporciona una fuerte afirmación de la inevitabilidad de la llegada de la última variación a la tonalidad de la mayor.

### Var. VIII y Coda: Allegro moderato con anima
La octava y última variación se abre con un elegante solo de violonchelo, basado en gran medida en la idea clásica de un mordiente. El solo de apertura puede verse como un crescendo prolongado, que en algún momento alcanza el fortissimo antes de regresar rápidamente al piano y ser acompañado por un ligero acompañamiento orquestal. Poco después de que se une la orquesta, el violonchelo introduce una nueva idea: una mezcla lúdica de escalas y el tema mordiente, que recuerda un poco a la segunda variación. Después de varias secuencias de este nuevo tema, el violonchelo pasa fluidamente a la coda. Ésta coda contrasta enormemente el carácter de la variación misma, incorporando un mayor sentido dramático cuando Chaikovski reintroduce el tema y alude a varias de las variaciones. Finalmente, la orquesta y el solista terminan gloriosamente en la mayor, concluyendo la obra.

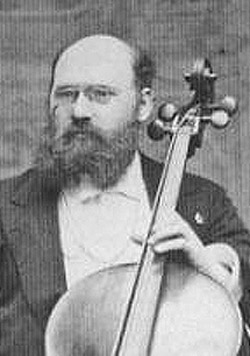
Wilhelm Fitzenhagen

## Fitzenhagen y lasVariaciones rococó
Fitzenhagen estrenó las Variaciones sobre un tema rococó de Chaikovski, que le estaban dedicadas, el 30 de noviembre de 1877. El compositor ya había dado a su solista mucha libertad para modificar la parte solista, pero Fitzenhagen optó además por alterar la secuencia. de variaciones, posiblemente para mejorar la exhibición del solista. La variación en re menor que había sido la tercera en el orden original de Chaikovsky se cambió con la séptima y la octava variación se eliminó por completo. Es posible que Fitzenhagen se sintiera justificado por estos esfuerzos por la reacción del público después de una actuación en el Festival de Wiesbaden en junio de 1879, escribiendo a Chaikovski: "Produje furor con tus variaciones. Tanto que me llamaron tres veces a saludar, y después de la variación andante (re menor) hubo un aplauso tormentoso. El compositor Franz Liszt me dijo: "Tocaste espléndidamente", y con respecto a tu pieza observó: "Ahora, al menos, hay música de verdad".
Es difícil decir con qué seriedad pudo haber considerado Chaikovski las modificaciones más radicales de Fitzenhagen. Después de que el arreglo para violonchelo y piano apareciera en el orden de variaciones de Fitzenhagen en 1878, Chaikovski se quejó a su editor P. Jurgenson de que Fitzenhagen había revisado mal la pieza. Más tarde, sin embargo, es posible que haya llegado a arrepentirse de la licencia de Fitzenhagen con la pieza de manera más negativa. Cuando el violonchelista Anatoliy Brandukov visitó a Chaikovski justo antes de que se publicara la partitura completa en 1889, encontró al compositor "Muy molesto. Cuando le pregunté: '¿Qué te pasa?' Piotr Ilich, señalando el escritorio, dijo: "Ese idiota de Fitzenhagen ha estado aquí. Mira lo que le ha hecho a mi pieza: ¡lo ha alterado todo!". Cuando le pregunté qué medidas iba a tomar con respecto a esta composición, Piotr Ilich respondió: '¡Que el diablo se lo lleve! ¡Déjelo como está!'"
El orden de Fitzenhagen de 1878 se mantuvo y la obra pasó a formar parte del repertorio musical estándar. Las variaciones todavía se tocan generalmente en la secuencia de Fitzenhagen hasta el día de hoy, a pesar del posterior descubrimiento y restauración del orden original del compositor.
Fue el violonchelista ruso Victor Kubatsky quien comenzó a investigar la pieza por sí mismo. Al someter el manuscrito a experimentos con rayos X, descubrió que el texto de Chaikovski había sido corregido. Como resultado de este descubrimiento, finalmente se publicó la versión original y desde entonces se ha registrado. Sin embargo, la mayoría de los violonchelistas todavía utilizan la versión Fitzenhagen de la pieza. Una gran parte del problema era que, mientras que la edición completa rusa de las obras completas de Chaikovski incluía la versión original de las Variaciones, la Editorial Estatal no publicó ni las partes orquestales ni una reducción para piano con fines de estudio.
Entre los violonchelistas que han grabado la versión original de Chaikovski se encuentran Sviatoslav Knushevitsky, Alexander Rudin, Miklós Perényi, Steven Isserlis, Raphael Wallfisch, Johannes Moser, Julian Lloyd Webber, Pieter Wispelwey y Jiří Bárta.